# Tetrix dentifemura
Tetrix dentifemura är en insektsart som beskrevs av Zheng, Z., F-m. Shi och Guang Yu Luo 2003. Tetrix dentifemura ingår i släktet Tetrix och familjen torngräshoppor. Inga underarter finns listade i Catalogue of Life.